# Unió Demòcrata Cristiana (Letònia)
Unió Demòcrata Cristiana (en letó:Kristīgi demokrātiskā savienība KDS) és un partit polític a Letònia d'ideologia amb la Democràcia cristiana. És dirigit actualment per Māra Viktorija Zilgalve.

## Història
El partit va ser fundat el 1991 i va participar en les eleccions de 1993 del Saeima, obtenint el 5,01% dels vots i sis escons. A les pròximes eleccions parlamentàries de 1995 el partit es va presentar en aliança amb la Unió d'Agricultors Letons aconseguint un 6,3% dels vots i vuit escons. Va participar en les eleccions de 1998 amb una aliança amb el Partit dels Treballadors i el Partit Verd de Letònia però no hi va aconseguir guanyar cap escó. L'any 2002 amb el Partit Letònia Primer i el 2006 amb el Partit Socialdemòcrata Obrer Letó. A l'elecció legislativa de 2010 va aconseguir el 0,36% dels vots i, per tant, no va aconseguir superar el llindar del 5%.
A les dues eleccions europees de 2004 i de 2009 no van tenir èxit (0,4% i 0,3% dels vots, respectivament).

## Programa
La plataforma del partit es basa en valors cristians. Econòmicament la Unió Demòcrata Cristiana advoca per l'eliminació de la corrupció, impostos més baixos, la lliure empresa, l'enfortiment de l'agricultura i el millorament de la infraestructura. El partit afavoreix el model d'una economia social de mercat en la tradició de Ludwig Erhard.